# 范維爾鎮區 (北達科他州伯克縣)
范維爾鎮區（英語：Vanville Township）是位於美國北達科他州伯克縣的一個鎮區。

## 地方資料
范維爾鎮區的面積為92.64平方千米，當中陸地面積為86.50平方千米，而水域面積為6.14平方千米。根據2010年美國人口普查的數據，當地共有人口20人，而人口密度為每平方千米0.22人。